# Kombinat Präcitronic
Das VE Kombinat Präcitronic Dresden war ein Kombinat in der Deutschen Demokratischen Republik.
Die Betriebe des Kombinats stellten unter anderem Messtechnik (Anemometer, Waagen, Messelektronik), Funktechnik, Leuchten, Lötgeräte, Signalanlagen, elektrische Schalter und Schwingungsdämpfer her. Während ein Hauptfokus auf der Messtechnik lag, die auch im Stammbetrieb entwickelt und produziert wurde, wurde abseits davon eine Vielzahl technischer Konsumgüter und Haushaltgeräte hergestellt.
Das Kombinat unterstand dem Rat des Bezirkes Dresden. Weitere bezirksgeleitete Kombinate sind in der Liste von Kombinaten der DDR aufgeführt.
Im Zuge der Wende und der anschließenden Wiedervereinigung wurde das Kombinat 1990 aufgelöst und seine Betriebe wurden privatisiert.

## Zugehörige Betriebe
Zum Kombinat gehörten zuletzt die folgenden Betriebe: 
- VEB Präcitronic Dresden; (Stammbetrieb)
- VEB Anemometerbau Dresden
- VEB Elektro-Haushaltgeräte Dresden
- VEB Elektroapparatebau Bannewitz
- VEB Elektrobau Dresden
- VEB Elektromeß Dresden
- VEB Elektrowärmetechnik Dresden
- VEB Elko Dresden; (ab 1987 im Kombinat Kosora)
- VEB Feinmeßtechnik Glashütte
- VEB Galvano Dresden
- VEB Ingenieurbetrieb der bezirksgeleiteten metallverarbeitenden Industrie Dresden
- VEB Kristalleuchte Ebersbach
- VEB Leuchtenbau Radeberg
- VEB Lötgeräte Dresden
- VEB Mantissa Dresden; (ab Ende der 80er im Kombinat ZIM)
- VEB Metallwaren Gottleuba
- VEB Metra Meß- und Frequenztechnik Radebeul
- VEB Perfekt Plast- und Metallverarbeitung Heidenau
- VEB Raumschutz- und Signalanlagen Dresden
- VEB Schalterbau Sebnitz
- VEB Schwingungsdämpfer Dresden
- VEB Solidus Dresden
- VEB Stahl- und Elektrobau Dresden
- VEB Technoplast Obercunnersdorf